# Permette? Alberto Sordi
Permette? Alberto Sordi är en italiensk biografisk film från 2020.
Filmen handlar om Alberto Sordis liv, från 1937 till 1957, från debuten som skådespelare till hans genombrott och berömmelse. Filmen skildrar hans vänner, kärleksaffärer och karriär. Filmen producerades i samband med hundraårsminnet av Sordis födelse.
Sordis familj, särskilt hans kusin Igor Righetti, har riktat kritik mot filmen. Familjen hävdar, att filmen innehåller felaktigheter och lögner samt att regissören har bortsett från Sordis djupa tro.

## Rollista
- Edoardo Pesce – Alberto Sordi[4]
- Pia Lanciotti – Andreina Pagnani
- Alberto Paradossi – Federico Fellini
- Paola Tiziana Cruciani – Maria Righetti Sordi
- Luisa Ricci – Savina Sordi
- Michela Giraud – Aurelia Sordi
- Paolo Giangrasso – Giuseppe Sordi
- Giorgio Colangeli – Pietro Sordi
- Martina Galletta – Giulietta Masina
- Francesco Foti – Vittorio De Sica
- Sara Cardinaletti – Jole
- Lillo Petrolo – Aldo Fabrizi
- Massimo Wertmüller